# NMBS/SNCB-Tenderreihe 24
Die Tenderreihe 24 war eine Schlepptenderreihe der Nationalen Gesellschaft der Belgischen Eisenbahnen (NMBS/SNCB).

## Geschichte
Dieser dreiachsige Tendertyp war eine Weiterentwicklung der Reihe 18 und wurde speziell für die 1930 in Dienst gestellten Dampflokomotiven der Reihe 35 konstruiert. Gebaut wurden die vier Schlepptender von Ateliers Métallurgiques in Nivelles.
Neben vielen kleineren Verbesserungen wurde vor allem die Einfüllöffnung vergrößert, damit der Wasserkasten schneller befüllt werden konnte. Zudem bekam der Tender einen erhöhenden Blechkragen um ein einfacheres Laden der Kohle zu ermöglichen.
Die vier Tender wurden zusammen mit den Lokomotiven 1953 außer Dienst gestellt.